# Rio Ipojuca
O rio Ipojuca é um curso de água que banha o estado de Pernambuco, no Brasil.

## Etimologia
"Ipojuca" é um termo originário da língua tupi antiga: significa "água das raízes podres", através da junção de 'y (água), apó (raiz) e îuka (podre).

## Descrição
O rio Ipojuca tem sua nascente no município de Arcoverde (Ipojuca), entre as localidades Pedreiras e Lagoa, a uma altitude de 876 metros. Segue a direção geral oeste-leste, da nascente até a cidade de Chã Grande, onde inflete para sudeste, mantendo-se nessa direção até a sua foz ao sul do Porto de Suape. O percurso do rio Ipojuca, com cerca de 320 km, sendo seu regime fluvial intermitente, tornando-se perene a partir do seu médio curso, nas proximidades da cidade de Caruaru. Seus principais afluentes, pela margem direita, são os riachos Liberal, Taquara e do Mel, e, pela margem esquerda, os riachos do Coutinho, dos Mocós, do Muxoxo e Pata Choca. O riacho Liberal, seu afluente mais importante, tem suas nascentes no município de Alagoinha. O Ipojuca drena, ao longo dos seus 47 km de extensão, áreas dos municípios de Alagoinha, Pesqueira e Sanharó, e deságua no rio Ipojuca.
Nesse percurso, o Ipojuca banha várias cidades dentre as quais se destacam Pesqueira, Sanharó, Belo Jardim, Tacaimbó, São Caetano, Caruaru, Bezerros e Gravatá (no Agreste),Chã Grande, Primavera, Escada e Ipojuca (na Zona da Mata), recebendo das mesmas um volume elevado de poluentes ao qual se acresce a carga poluidora da atividade agroindustrial (usinas, destilarias e canaviais) localizada em sua bacia. Toda este carga de detritos industriais e domésticos faz com que o rio Ipojuca seja o terceiro rio mais poluído do Brasil.
Em 2013, o governo do estado assinou um contrato de empréstimo com o Banco Interamericano de Desenvolvimento (BID) de US$ 330 milhões para revitalização e esgotamento sanitário nas cidades banhadas pelo rio. A Companhia Pernambucana de Saneamento (Compesa) utilizará 90% dos recursos para a contratação de projetos, obras de coleta, tratamento de esgoto e outros serviços. Os outros 10% ficarão por conta da Agência de Pernambucana de Águas e Climas (Apac), para ações voltadas à preservação e proteção ambiental e recuperação de matas ciliares ao longo do rio Ipojuca.
Tendo a maior parte da bacia hidrográfica comprimida entre as bordas da grande falha do Lineamento Pernambuco, o rio em apreço possui apenas um afluente de relativa extensão - o riacho Liberal - que com ele conflui pela margem direita, a sudoeste da cidade de Sanharó. Na maior parte de seu trajeto, o Ipojuca é um rio de regime temporário, tornando-se perene apenas na Zona da Mata onde se encontra cerca de 1/6 de seu curso. No trecho que se segue à Usina Ipojuca, apresenta ampla planície fluvial, na quase totalidade ocupada com cana-de-açúcar até a altura da Usina Salgado onde, aos poucos, o canavial vai cedendo lugar ao manguezal que se dilata para o norte e para o sul, interligando-se ao dos rios Tatuoca e Merepe, com os quais forma um amplo estuário afogado.[carece de fontes?]